# Schadenkorrespondenz
Eine Schaden(s)korrespondenz bezeichnet eine Übereinstimmung von Schäden, die von einem bestimmten Verkehrsunfall stammen. Dabei werden die Lage der Schäden der beteiligten Fahrzeuge sowie fehlende Teile oder Lackstellen miteinander verglichen. Es wird ferner geprüft, ob überhaupt ein Schaden durch Zusammenstoß der beteiligten Fahrzeuge möglich erscheint (Beurteilung der Plausibilität). Hierbei werden Mittel der Kriminalistik angewandt. Manchmal wird der Begriff Schadenkorrespondenz auch von Versicherungsunternehmen im Zusammenhang mit dem Schriftverkehr anlässlich eines Schadenfalles verwendet. 
Es werden sowohl die Anstoßstellen als auch die An- bzw. Abriebe des Lacks miteinander verglichen; außerdem die Vermessung der Anstoßstellen sowie der Vergleich der Schäden an den unfallbeteiligten Fahrzeugen. Diese Begutachtung wird in aller Regel fotografisch mit abgebildeter Messlatte und aneinandergestellten Fahrzeugen (Nachbildung der Unfallsituation) dokumentiert. Des Weiteren können Lackspuren mit einem verdächtigen Fahrzeug verglichen werden.
Diese Gutachten werden insbesondere in Fällen einer strafbaren Fahrerflucht angewandt. Sie werden bei der Polizei durch Spurensicherung, bei Gutachtern oder Sachverständigen und anderen Stellen festgestellt. Die gutachterlich erwiesene Schadenskorrespondenz kann im Strafverfahren als Beweis für eine Verkehrsstraftat, oder im Zivilprozess als Beweis für das Bestehen eines Anspruches sowie in außergerichtlichen Forderungssachen (Schadensregulierung), eingebracht werden.